# Légivadászok

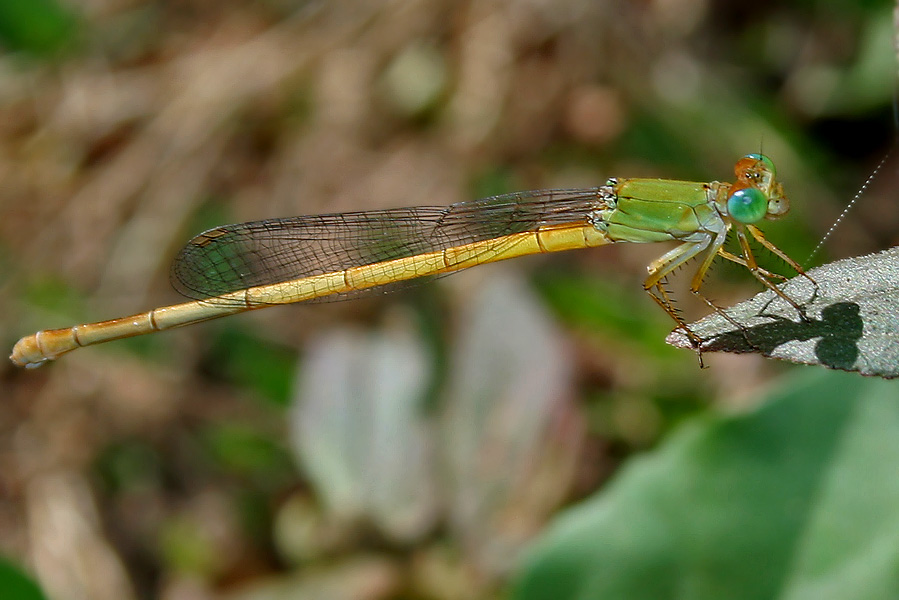
Ceriagrion coromandelianum

A légivadászok, vagy karcsú szitakötők (Coenagrionidae) a kis szitakötők (Zygoptera) alrendbe tartozó Coenagrionoidea öregcsalád egyik családja.

## Jellemzésük
Szárnytöveik nyélszerűen keskenyek, a szárnysejtek alakja általában négyszögletes. Második és harmadik lábszáruk nem szélesedik ki.

## Rendszerezésük
A családba az alábbi alcsaládok és nemek tartoznak:
- Agriocnemidinae alcsalád
  - Agriocnemis
  - Argiocnemis
  - Austrocnemis
  - Coenagriocnemis
  - Mortonagrion

- Argiinae alcsalád
  - Archboldargia
  - Argia
  - Hylaeargia
  - Moroagrion
  - Onychargia
  - Palaiargia
  - Papuargia

- Coenagrioninae alcsalád
  - Austroagrion
  - Calvertagrion
  - Cercion
  - Chromagrion
  - Coenagrion
  - Erythromma
  - Himalagrion
  - Nehalennia
  - Neoerythromma
  - Paracercion
  - Pyrrhosoma

- Ischnurinae alcsalád
  - Acanthagrion
  - Acanthallagma
  - Aciagrion
  - Africallagma
  - Amorphostigma
  - Aeolagrion
  - Amphiagrion
  - Amphiallagma
  - Andinagrion
  - Austroallagma
  - Azuragrion
  - Bedfordia
  - Boninagrion
  - Cyanallagma
  - Enacantha
  - Enallagma
  - Helveciagrion
  - Hesperagrion
  - Homeoura
  - Ischnura
  - Mesamphiagrion
  - Millotagrion
  - Oreagrion
  - Oreiallagma
  - Oxyagrion
  - Oxyallagma
  - Pacificagrion
  - Pinheyagrion
  - Proischnura
  - Protallagma
  - Rhodischnura
  - Skiallagma
  - Thermagrion
  - Tigriagrion
  - Xiphiagrion
  - Zoniagrion

- Leptobasinae alcsalád
  - Antiagrion
  - Chrysobasis
  - Denticulobasis
  - Diceratobasis
  - Inpabasis
  - Leptobasis
  - Leucobasis
  - Mesoleptobasis
  - Metaleptobasis
  - Tuberculobasis

- Pseudagrioninae alcsalád
  - Aceratobasis
  - Aeolagrion
  - Amphicnemis
  - Anisagrion
  - Apanisagrion
  - Archibasis
  - Argiagrion
  - Bromeliagrion
  - Caliagrion
  - Ceriagrion
  - Dolonagrion
  - Hylaeonympha
  - Leptagrion
  - Megalagrion
  - Melanesobasis
  - Minagrion
  - Nesobasis
  - Papuagrion
  - Pericnemis
  - Phoenicagrion
  - Plagulibasis
  - Pseudagrion
  - Schistolobos
  - Stenagrion
  - Teinobasis
  - Telagrion
  - Telebasis
  - Tepuibasis
  - Vanuatubasis
  - Xanthagrion
  - Xanthocnemis

### Besorolatlan nemek
- Angelagrion
- Tukanobasis